# Daniel Bretas
Daniel Bretas (Belo Horizonte, 1991) é um quadrinista e cineasta brasileiro.
Bretas é graduado em Cinema e Audiovisual pelo Centro Universitário UNA e já publicou trabalhos em quadrinhos como as obras Starmind, Colorbar e Boi da Cara Preta, além de colaborar com fanzines. Também dirigiu o curta-metragem Calaboca e Escuta, baseado na HQ Shutup and Listen, de sua autoria. O filme foi viabilizado através de financiamento coletivo pela plataforma Catarse.
Em 2015, Bretas venceu o Brasil Manga Awards. Em 2023, ganhou o 35º Troféu HQ Mix nas categorias de melhor produção para outras linguagens (pelo cruta-metragem Calaboca e Escuta) e melhor projeto gráfico (pela HQ Colorbar).